# ブルトゥス
ブルトゥス (ラテン語：Brutus) は、古代ローマの家族名。ユニウス氏族に属し、共和政ローマの初代執政官ルキウス・ユニウス・ブルトゥスから連なる家系と主張していた。しかしプレブス系の家系であり、パトリキであったルキウス・ブルトゥスとの関係は疑われることが多い。「ブルートゥス」と長音で称するケースもある。
英語読みでブルータスと呼ばれることも多く、そのように単に「ブルータス」といった場合ガイウス・ユリウス・カエサル暗殺の首謀者のマルクス・ユニウス・ブルトゥスを指す場合が多い。
ルキウス・ブルトゥスが王制を打倒し、マルクス・ブルトゥスが独裁官ガイウス・ユリウス・カエサル暗殺の首謀者であったことから、帝政期には「自由」の象徴として見られるようになっていった。
以下の人物が著名なブルトゥス家の人物として知られている。
- ルキウス・ユニウス・ブルトゥス（Lucius Junius Brutus、紀元前6世紀）：共和政ローマの初代執政官
- ティトゥス・ユニウス・ブルトゥス（Titus Junius Brutus、紀元前5世紀）：ルキウスの息子
- デキムス・ユニウス・ブルトゥス・カッライクス（Decimus Junius Brutus Callaicus、紀元前2世紀）：元老院議員
- マルクス・ユニウス・ブルトゥス（Marcus Junius Brutus、紀元前85-42年）：カエサル暗殺の首謀者
- デキムス・ユニウス・ブルトゥス・アルビヌス（Decimus Junius Brutus Albinus、? - 紀元前43年）：マルクスの従兄弟で、カエサルの腹心だが暗殺に参加
- クィントゥス・ユニウス・ブラエスス（Quintus Iunius Blaesus、31年没）：帝政期の元老院議員